# Charles Johnson Brooke

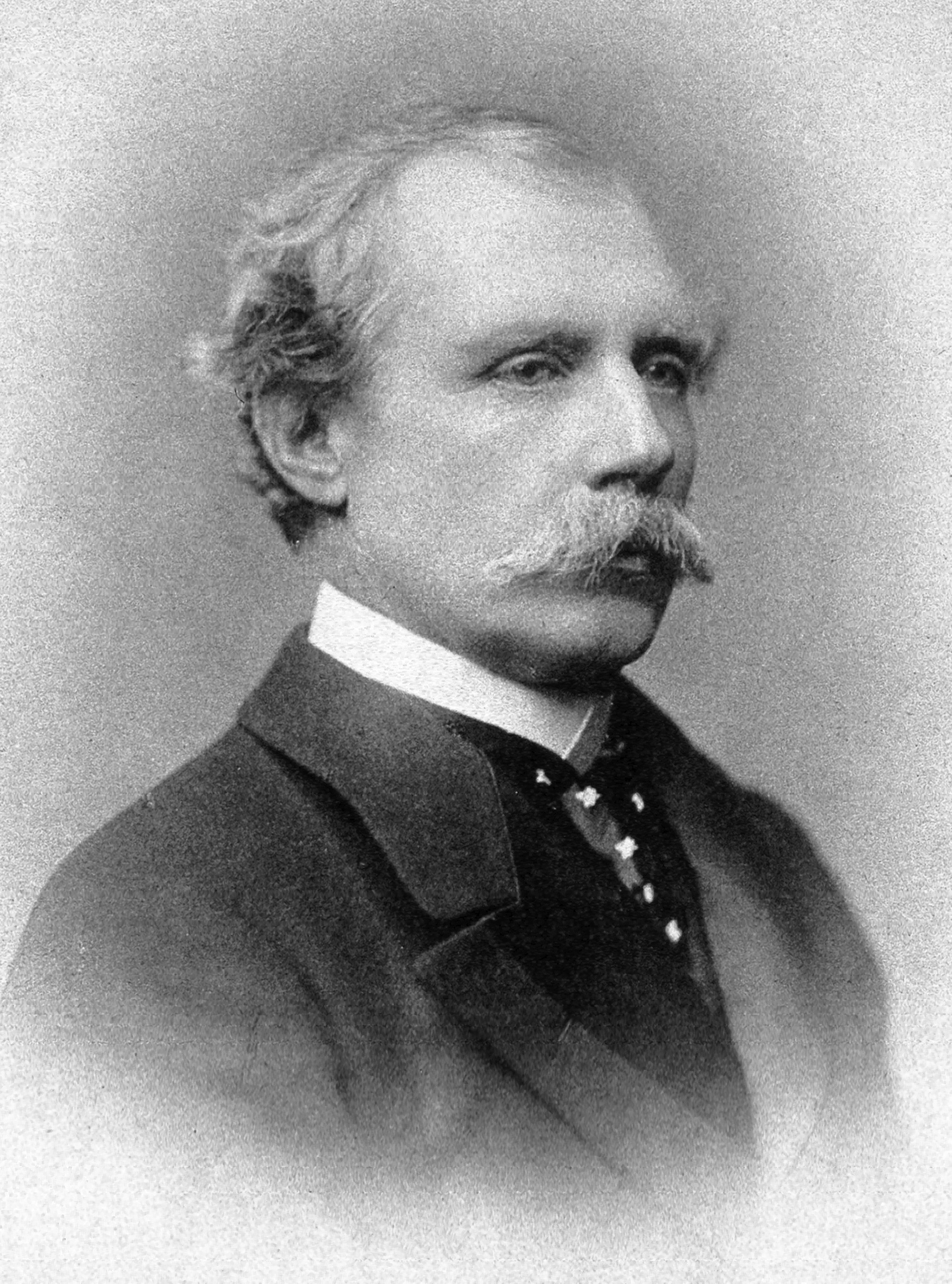
Charles Johnson Brooke

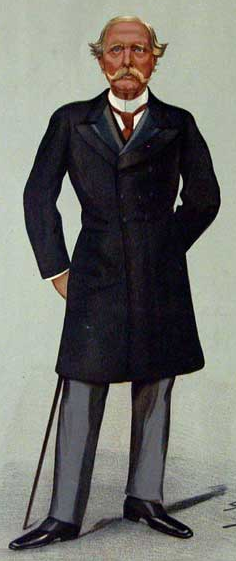
Charles Anthoni Johnson Brooke, Gemälde von Leslie Ward, 1899

Sir Charles Anthoni Johnson Brooke (* 3. Juni 1829 in Berrow, Somerset; † 7. Mai 1917 in Cirencester, Gloucestershire) war der Zweite der Weißen Rajas von Sarawak auf Borneo.

## Leben
Charles wurde in Somerset als Charles Anthoni Johnson, Sohn von Francis Charles und Emma Frances Johnson, der jüngeren Schwester von James Brooke, und somit als Neffe des ersten Weißen Rajas von Sarawak geboren. 1857 wurde James Brooke vorübergehend aus seiner Hauptstadt Kuching vertrieben, konnte aber mit Hilfe von Charles zurückkehren. Da James Brooke kinderlos blieb, benannte er zunächst den Bruder von Charles zu seinem Nachfolger als König von Sarawak. James Brooke revidierte jedoch später seine Meinung, sodass ab 1865 Charles Anthoni Johnson als Charles Johnson Brooke zu seinem Nachfolger bestellt wurde. Nach dem Tod des Onkels (1868) übernahm er als zweiter Weißer Raja die Herrschaft über Sarawak.
Brooke setzte die Arbeit seines Onkels fort und kämpfte weiter gegen die Piraterie und Kopfjagd der Iban. Gleichzeitig förderte er den Handel und vergrößerte den Machtbereich der weißen Rajas. Das riesige Waldgebiet von Sarawak und die Ölvorkommen waren persönlicher Besitz der Familie Brooke. Am 28. Oktober 1869 heiratete er Margaret Alice Lili de Windt. Nach seiner Frau, der Rani wurde das Fort Margherita in der Hauptstadt Kuching benannt. Die beiden hatten sechs Kinder:
- Dayang Ghita Brooke (1870–1873)
- James Harry Brooke (1872–1873)
- Charles Clayton Brooke (1872–1873)
- Charles Vyner Brooke (1874–1963)
- Bertram, Tuan Muda (1876–1965)
- Harry Keppel Brooke, Tuan Bongsu (1879–1926)

Am 2. Juni 1888 erhob ihn Königin Victoria als Knight Grand Cross des Order of St Michael and St George in den Ritterstand, weshalb er fortan den Namenszusatz „Sir“ führte.
Mit seinem Tod (1917) wurde das Land Sarawak zum Protektorat des Vereinigten Königreichs von Großbritannien und Nordirland. Sein Sohn und Nachfolger, Charles Vyner Brooke, der dritte weiße Raja, wurde durch die japanische Armee im Zweiten Weltkrieg 1942 vertrieben und kehrte 1945 nach Sarawak zurück. 1946 endete dann die Herrschaft der weißen Rajas von Borneo, als Charles Vyner Brooke die Herrschaft über Sarawak den Briten übergab. Später wurde Sarawak Teil der Föderation Malaysia.